# ICY
ICY fue un trío de cantantes formado por Pálmi Gunnarson, Helga Möller y Eiríkur Hauksson. Los ICY fueron los primeros representantes de Islandia en el Festival de Eurovisión.

## Festival de Eurovisión
Islandia participó por primera vez el Festival de Eurovisión en 1986, para elegir al representante la radiotelevisión pública islandesa RÚV realizó una gala el 15 de marzo en Reikiavik. El ganador de la gala fue Pálmi Gunnarsson, pero quiso que le compañasen al Festival Eiríkur Hauksson que también participó en la final y la cantante Helga Möller, formando el trío ICY. El Festival de la Canción de Eurovisión 1986 tuvo lugar en Bergen, Noruega. Actuaron en sexto lugar con la canción "Gleðibankinn" (El banco de la alegría), que acabó en 16.º lugar de un total de 20 países.
Eiríkur Hauksson representó a Noruega en el Festival de la Canción de Eurovisión 1991 como integrante del grupo Just 4 Fun y a Islandia como solista en el Festival de la Canción de Eurovisión 2007. Tanto Pálmi Gunnarson como Helga Möller intentaron ganar las finales islandesas para representar al país en el Festival, peron no lo consiguieron.